# (26909) Lefschetz
(26909) Lefschetz (1996 HY1) – planetoida z pasa głównego asteroid okrążająca Słońce w ciągu 4,22 lat w średniej odległości 2,61 j.a. Odkryta 24 kwietnia 1996 roku.